# Fertylizyna
Fertylizyna (gr. fertós ‘znośny’, lýsis ‘rozwiązanie’) – białkowo-polisacharydowa wydzielina osłonek oocytów ułatwiająca zapłodnienie. Aktywizuje ona ruch plemników (na które działa na zasadzie chemotaksji) oraz umożliwia ich przyklejanie się do błony oocytu. Jest bardzo specyficzna gatunkowo. Jej działanie jest ściśle powiązane z działaniem antyfertylizyny.
Po raz pierwszy wyizolowano ją z jaj jeżowców.